# Morus mallotifolia
Morus mallotifolia är en mullbärsväxtart som beskrevs av Koidz. Morus mallotifolia ingår i släktet mullbär, och familjen mullbärsväxter. Inga underarter finns listade i Catalogue of Life.